# 千鳥が丘
千鳥が丘（ちどりがおか）は、兵庫県神戸市垂水区の町名。郵便番号は655-0011。

## 地理
垂水区南部の西垂水地区（旧西垂水村）に位置する。東は千代が丘、北は潮見が丘、南は高丸、西は向陽に接する。

## 交通

### バス
- 山陽バス
- 神戸市バス

## 施設

### 教育機関
- 神戸市立千鳥が丘小学校